# シナン・クルト
シナン・クルト（Sinan Kurt, 1996年7月23日 - ）は、ドイツ・ノルトライン＝ヴェストファーレン州メンヒェングラートバッハ出身のプロサッカー選手。FCニトラ所属。ポジションはMF。

## 経歴

### クラブ
ボルシア・メンヒェングラートバッハの下部組織に入団し、順調に昇格し、2014年8月31日に、バイエルン・ミュンヘンに移籍した。2016年1月7日ヘルタ・ベルリンに移籍した。

### 代表
ドイツ代表として各年代でプレーした。

## 所属クラブ
- ボルシア・メンヒェングラートバッハⅡ 2014
- バイエルン・ミュンヘン 2014-2016
- ヘルタ・ベルリン 2016-

## タイトル
バイエルン・ミュンヘン
- ブンデスリーガ 2014-15